# Jean-Pierre Olié
Jean-Pierre Olié, né le 17 avril 1945 à Saint-Côme-d'Olt et mort le 12 avril 2023 à Paris, est un psychiatre et professeur de médecine français.

## Biographie
Jean-Pierre Olié fait ses études secondaires au lycée de Rodez, puis de médecine à Montpellier, où il soutient sa thèse en 1974. Il est nommé professeur de médecine à Paris à l'université Paris-Descartes et chef de service hospitalo-universitaire SHU, notamment comme chef de pôle au centre hospitalier Sainte-Anne. Il est président de la Fondation Pierre-Deniker, membre titulaire de l'Académie nationale de médecine (2010) et rédacteur en chef de L'Encéphale.
Il meurt le 12 avril 2023, dans le 15e arrondissement de Paris XV° à l'Hôpital Georges Pompidou.

## Publications
- A propos de l'étude familiale des sujets réputés paranoïaques persécutés, Université de Paris 7, Faculté de médecine Saint-Louis Lariboisière, 1974, 86 p.[8] (thèse).
- (avec Marie-Claude Novikoff) 101 réponses à propos de la dépression, 1978, Hachette  (ISBN 978-2010045028)
- (avec Henri Lôo et Christian Gay) Le déprimé et son lithium, 1997, Éditions Masson, Médecine et psychothérapie, 167 p.  (ISBN 978-2225816291)
- (avec Pierre Deniker) Fou, moi ? La psychiatrie hier et aujourd'hui, 1998, Éditions Odile Jacob, coll. « Psychologie », 318 p.  (ISBN 978-2738105370)
- (avec Christian Spadone) Les nouveaux visages de la folie, 1999, Éditions Odile Jacob, Médecine, 317 p.  (ISBN 978-2738102287)
- (avec Henri Lôo et Marie-France Poirier) Les maladies dépressives, 2003, éditions Flammarion Médecine, Psychiatrie, 637 p.  (ISBN 978-2257165329)
- Réquisitoire. Le Plancher de Jean, texte de Jean-Pierre Olié, photographies de Martin d'Orgeval, éditions du Regard, 2007  (ISBN 9782841052264)
- (avec Henri Lôo) Cas cliniques en psychiatrie, 2009, Médecine Sciences Publications, Cas cliniques, 205 p.  (ISBN 978-2257000767)
- Guérir de ses souffrances psychiques, 2009, Éditions Odile Jacob, coll. « Psychologie », 289 p.  (ISBN 978-2738121059)
- (avec Thierry Gallarda et Edwige Duaux) Psychiatrie, 2012, Médecine Sciences Publications, Le Livre de l'interne, 478 p.  (ISBN 978-2257205018)

## Distinctions
- 1985 : colauréat du prix Jocelyne Cheddoudi de l'Académie nationale de médecine[3].
- 2010 : Académie nationale de médecine[9].
- Officier de la Légion d'honneur (2008)[3],[10]
- Commandeur de l'ordre national du Mérite[3].